# Uniflor
Uniflor é um município brasileiro do estado do Paraná. Sua população, conforme estimada de 2020 do IBGE, era de 2 614 habitantes.

## História
Estendendo sua ação colonizadora, a "Companhia de Terras Norte do Paraná" " (atual Companhia Melhoramentos Norte do Paraná) avançou, abrindo na mata enorme picada desde a Vila Capelinha até o rio Paranapanema. Situado a alguns quilômetros da Vila Capelinha escolheram um local para fundação de uma nova vila e deram o nome de "Patrimônio Uniflor".
Em 1950, as terras uniflorenses já estavam divididas e, em outubro deste mesmo ano, chegou o primeiro morador que iniciou o desbravamento e construiu a primeira casa, dando que iniciou-a o povoamento.
O distrito de Uniflor foi criado em 29 de maio de 1954, anexado ao município de Nova Esperança, e foi emancipado através da Lei Estadual n° 4.338, de 25 de janeiro de 1961. Sua instalação ocorreu em 15 de novembro de 1961, sendo desmembrado de Nova Esperança.

## Geografia
Possui uma área de 94,819 km² representando 0,0476 % do estado, 0,0168 % da região e 0,0011 % de todo o território brasileiro. Localiza-se a uma latitude 23º05'13" sul e a uma longitude 52º09'25" oeste, estando a uma altitude de 540 metros.

### Demografia
Dados do Censo - 2000
População Total: 2.362
- Urbana: 1.658
- Rural: 704
- Homens: 1.201
- Mulheres: 1.161

Índice de Desenvolvimento Humano Municipal (IDH-M): 0,734
- IDH-Renda: 0,643
- IDH-Longevidade: 0,756
- IDH-Educação: 0,802

## Administração
- Prefeito: José Bassi Neto (2021/2024)
- Vice-Prefeito: Luiz Ricardo Ornelas
- Presidente da Câmara: ? (2021/2022)